# Rector Bailey
Rector Bailey (um 1912 oder 1913 in New York City; † 4. April 1970 ebendort) war ein amerikanischer Jazz- und Rhythm-&-Blues-Musiker (Gitarre) und Musikpädagoge.
Bailey, der außer der Gitarre auch Kontrabass, Piano und Vibraphon spielte, stammte aus einer afroamerikanischen Familie in Brooklyn. Er besuchte das Brooklyn College und arbeitete in verschiedenen musikalischen Bereichen. So war er kurz als Dirigent für die New York City Opera Company tätig, außerdem spielte er mit Jazzmusikern wie George Wallington und führte auf der Flamencogitarre eigene Kompositionen bei einem Konzert in der New Yorker Town Hall 1944 auf. In New Yorker Clubs begleitete er verschiedene Sänger; ferner war er als Arrangeur und Musikpädagoge für Gitarre, Orgel, Streichinstrumente und Perkussion tätig. Zu seinen Schülern gehörten Mickey Baker und Jason Miles. 1952 nahm er mit Big Joe Turner auf („Sweet Sixteen“), außerdem in dieser Zeit (in der Band von Jesse Stone) mit Odelle Turner („Draggin’ Hours“) und mit Ruth Brown. Bailey, der eine Wohnung mit Studio am Eastern Parkway in Brooklyn hatte, starb 1970 im Alter von 57 Jahren im Brooklyner Flatbush General Hospital an den Folgen einer Krebserkrankung.